# HMS Royal Oak (08)
HMS «Ройал Оак» (08) (англ. HMS Royal Oak (08) — військовий корабель, лінійний корабель типу «Рівендж» Королівського військово-морського флоту Великої Британії за часів Першої та Другої світових війн.

## Історія створення
HMS «Ройал Оак» був закладений 15 січня 1914 на верфі компанії HMNB Devonport, Девонпорт. 1 травня 1916 увійшов до складу Королівських ВМС Великої Британії.

## Історія служби
Лінкор «Ройал Оак» практично відразу після введення до строю британського флоту взяв участь у складі Гранд Фліту у наймасштабнішій битві Першої світової війни — Ютландській. Після завершення війни проходив службу на Атлантиці, у Хоум Фліті, Середземноморському флоті.
З початком Другої світової війни застарілий лінкор використовувався, як плавучий зенітний корабельний комплекс і базувався на Скапа-Флоу.
Вночі 14 жовтня 1939 лінкор стояв на якірній стоянці в бухті головної військово-морської бази Британського флоту в Скапа-Флоу на Оркнейських островах в Шотландії, коли туди прослизнув німецький підводний човен U-47. Командир підводного човна, Гюнтер Прін, дав команду торпедувати величезний корабель, на якому в той час перебувала команда у кількості 1 234 чоловіків. Внаслідок ураження торпедою 833 матроси та офіцери загинули або померли пізніше від ран.
Втрата старого корабля, одного з п'яти лінійних кораблів і крейсерів Королівського флоту, що затонув під час Другої світової війни, не завдала значного збитку та не вплинула на кількісну перевагу британського флоту, але загибель бойового корабля в такій спосіб завдала значного удару по моралі флоту та бойовому духу моряків. Зухвалий рейд перетворив на знаменитість й героя війни командира-підводника Гюнтера Пріна, що став першим німецьким офіцером-підводником, котрий був нагороджений Лицарським хрестом Залізного хреста. До загибелі «Роял Оак» Королівський флот вважав військово-морську базу в Скапа-Флоу неприступною для підводного нападу, і рейд U-47 показав, що німецький флот здатний вести війну на британських домашніх комунікаціях.